# Partnerská města

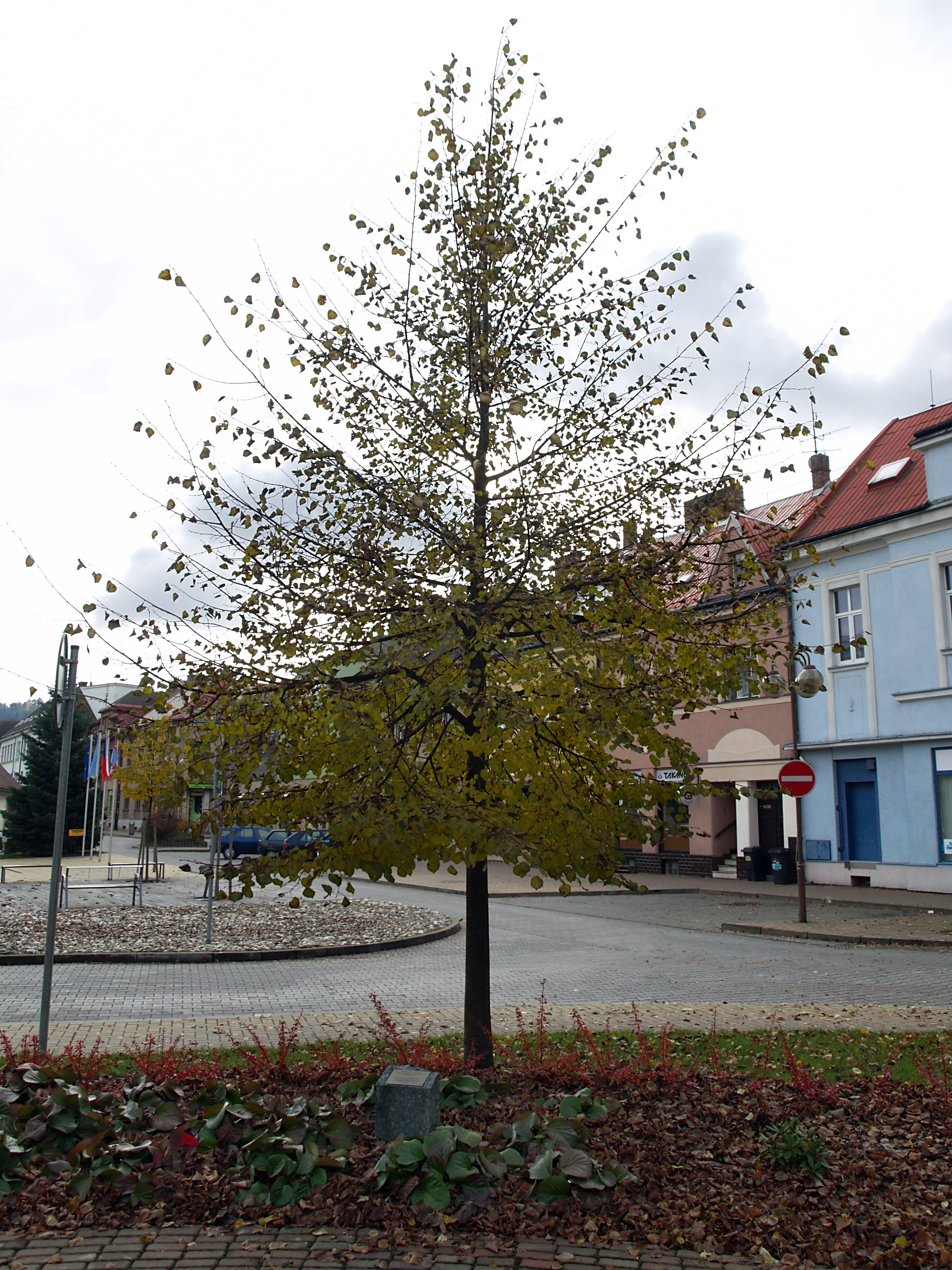
Lípa srdčitá na Riegrově náměstí v Semilech, kterou při příležitosti vstupu ČR do EU (1. května 2004) věnovala městu Semily partnerská obec Schauenburg

Partnerská (družební) města jsou taková města, která se i přes své geografické vzdálenosti a politické rozdíly spojila, aby pěstovala vzájemná kulturní pouta a kontakty mezi svými obyvateli. Mají často podobné demografické i jiné charakteristiky, někdy také podobnou historii. Takováto partnerství vedou často k výměnným studentským programům a také k ekonomické a kulturní spolupráci.
Praxe partnerských měst vznikla v Evropě po druhé světové válce jako způsob, jak přimět obyvatele k vzájemnému bližšímu porozumění a také jako způsob, jak ke všeobecnému prospěchu podpořit přeshraniční styky. Nejvíce populární je tato koncepce dodnes v Evropě, postupem času se však rozšířila i na jiné světadíly, což vedlo k některým velmi zajímavým partnerstvím.
Ideu partnerských měst v rámci Evropy podporuje od roku 1989 také Evropská unie. Ta uvolnila v roce 2003 na podporu 1300 takových projektů částku 12 milionů eur.